# Jumpin' Jack Flash
"Jumpin' Jack Flash" é uma canção da banda inglesa The Rolling Stones, lançada originalmente como single. Em 2003 a revista Rolling Stone a considerou uma das 500 melhores canções de todos os tempos.

## Posição nas paradas musicais
| Parada (1968–1969)                    | Melhor posição |
| ------------------------------------- | -------------- |
| Austrália (Go Set)                    | 1              |
| Áustria (Ö3 Austria Top 75)           | 3              |
| Bélgica (Ultratop 50 de Flandres)     | 8              |
| Canadá (RPM Top Singles)              | 5              |
| Alemanha (Offizielle Deutsche Charts) | 1              |
| Irlanda (IRMA)                        | 3              |
| Países Baixos (Single Top 100)        | 1              |
| Nova Zelândia (Listener)              | 1              |
| Noruega (VG-lista)                    | 3              |
| África do Sul (Springbok)             | 8              |
| Spanish Singles Chart                 | 5              |
| Suíça (Schweizer Hitparade)           | 2              |
| Reino Unido (UK Singles Chart)        | 1              |
| Estados Unidos (Billboard Hot 100)    | 3              |
| Estados Unidos (Cash Box Top Singles) | 1              |

| Parada (1968)                      | Posição |
| ---------------------------------- | ------- |
| Canadá                             | 36      |
| Estados Unidos (Billboard Hot 100) | 50      |
| Estados Unidos (Cash Box Top 100)  | 26      |